# Коробчаста черепаха Нельсона
Коробчаста черепаха Нельсона (Terrapene nelsoni) — вид черепах з роду Коробчаста черепаха родини Прісноводні черепахи. Має 2 підвиди. Отримала назву на честь американського біолога Едварда Нельсона. Інша назва «плямиста коробчаста черепаха».

## Опис
Загальна довжина карапаксу досягає 15 см. Голова середнього розміру. Очі великі. Надочні дуги високі. Морда сплощена. Карапакс куполоподібний. Має рухомі шарніри на пластроні, що дозволяють зачиняти панцир (змикати карапакс і пластрон). На задніх лапах по 3 пальця.
Голова оливково—коричневого забарвлення, може бути із піщаним відтінком. Карапакс коричневий зі плямами різного кольору. У terrapene nelsoni nelsoni він з численними темними плямами. У terrapene nelsoni klauberi плями на карапаксі світліші. Пластрон жовто—коричневий.

## Спосіб життя
Полюбляє савани і сухі чагарникові ліси. Зустрічається на висоті до 1050 м над рівнем моря. Впадає у сплячку з листопада по березень. Полює на світанку або у сутінках. Харчується рибою, молюсками, безхребетними, грибами, ягодами, фруктами ягоди, зеленими рослинами.
Самиця відкладає 3—5 яєць. За температури 26-28 °C інкубаційний період триває 80—85 днів. Стать черепашенят залежить від температури інкубації.

## Розповсюдження
Мешкає у штатах Сонора, Сіналоа та Наярит (Мексика).

## Підвиди
- Terrapene nelsoni nelsoni
- Terrapene nelsoni klauberi